# Juan Alberto Cruz
Juan Alberto Murillo Cruz (24 giugno 1959) è un ex calciatore honduregno, di ruolo centrocampista.